# Driving in the Silence
Driving in the Silence è l'ottavoalbum studio della cantante giapponese Maaya Sakamoto ed il suo primo concept album, pubblicato dalla Fliyng DOG il 9 novembre 2011. Tema dell'album è l'inverno ed il Natale.

## Tracce
1. Driving in the Silence
2. Sayonara Santa
3. Melt the Snow in Me
4. Homemade Christmas
5. Kotoshi Ichiban (今年いちばん)
6. Tatoeba Ringo ga te ni Ochiru You ni
7. Kyokuya (極夜)
8. Chikai (誓い)
9. Driving in the silence -reprise-